# Pau Castanyer i Bachs
Pau Castanyer i Bachs (Girona, 16 de març del 1958) és compositor i instrumentista de flabiol i flauta travessera.

## Biografia
A set anys començà a estudiar solfeig i teoria de la música, i a l'any següent encetà els estudis de piano; posteriorment s'examinà com a alumne lliure de solfeig, piano, flauta travessera i harmonia al Conservatori de Música Isaac Albéniz de Girona i al conservatori del Liceu de Barcelona; als disset anys entrà al Conservatori Superior de Música de Barcelona, on estudià amb Carme Undebarrena (piano), Josep Poch (harmonia), i Carles Guinovart i Manuel Oltra (contrapunt). En aquest Conservatori obtingué el títol de Professor Superior de flauta travessera, matèria que estudià amb Lluís Buscarons, Barbara Held, Alain Marion i Michel Moragues. També rebé lliçons de Manuel Oltra i Lluís Vergés (composició i orquestració) i realitzà gran nombre de cursos amb professors tan prestigiosos com James Galway, Pierre Cao, Antoni Ros Marbà, Enric Ribó, Jesse levine, Salvador Brotons…
En els darrers anys 60 i primers anys 70 va formar part de la Coral Infantil "Saba Nova" de Girona, on aprengué a tocar la flauta dolça i creà el "Quartet de Flautes Dolces de Girona" amb companys de l'entitat, amb qui va fer alguns concerts. Molt posteriorment fundà Flautes d'Adri, un quartet de flautes travesseres que l'any 1994 quedà finalista del 5è Concurs per a la promoció de Joves Intèrprets "Paper de Música" de Capellades i obtingué el tercer Premi del 2n Concurs de Música de Cambra Montserrat Alavedra de Terrassa. Pau Castanyer també es dedicà a la música vocal i formà part de la Capella Polifònica de Girona (1974-1976), on el dirigí Josep Viader, i quan estudiava a Barcelona pertangué al Cor Madrigal que dirigia en Manuel Cabero. Ja de més gran, Castanyer dirigí les corals Lieti a Cantar, de Barcelona, la Coral Sant Gregori (2002-2007), de Girona, i altres de les comarques gironines; en l'actualitat (2009) dirigeix la "Coral Croscat" d'Olot. Va ser membre fundador i director de les cobles Catalunya 2000 (1985) i "Vila de Roses" (2001), i és flabiolaire i director de la Principal d'Olot. Com a concertista, Castanyer ha actuat amb Jordi Reguant, Joan Rubinat, Claudi Arimany, el "Conjunt Orquestral de Girona", l'Orquestra de Cambra de l'Empordà i l'Orquestra Simfònica Llenguadoc-Rosselló. També ha participat en formacions de jazz, com el grup Gatto Saverio, amb el pianista Xavier Dotras.
En el vessant pedagògic, en Pau Castanyer ha ensenyat a l'Escola de Música Municipal de Molins de Rei, el Conservatori Professional de Música "Isaac Albéniz" de Girona, el "Preludi Musical" de Bordils, l'"Aula Musical de Girona" i l'Escola de Música de Blanes, i va ser professor de Llenguatge i Pràctica Musical a l'IES Alexandre Deulofeu de Figueres. Complementàriament, dirigí una secció de la Jove Orquestra de Figueres durant tres anys (1991-1994) i l'orquestra d'alumnes de l'"Aula Musical de Girona" durant dos.
Com a compositor, Castanyer ha estat autor de música per a orquestra de corda, coral i jazz. Dues sardanes seves han estat premiades al Memorial Francesc Basil. Puigsacalm (1999) i Comanegra (2002), i L'estrella del dia guanyà el Premi Popular del Memorial Pere Fontàs 2004. Actualment és profesor de Música de l'institut el Pedro(l'Escala).

## Obres
- Harmonització per a coral (2003) de la cançó tradional La Raimundeta (Anàlisi de l'autor i fragment de la partitura)

### Sardanes
- Els camps de blat de moro (2004), enregistrada per la cobla Ciutat de Girona en el disc compacte Vilassar de Dalt 2004 (Barcelona: PICAP, 2005 ref. 91.0413)
- Comanegra (2002), Primer Premi concurs Memorial Francesc Basil
- L'estrella del dia (2004), enregistrada per la cobla Contemporània al DC Contemporanis 4 (Barcelona: PICAP, 2005 ref. 91.0431-02)
- Puigsacalm (1999), Primer Premi Memorial Francesc Basil
- La riera de Sallent
- Sallent (2003), premi popular del Concurs Francesc Basil